# Silviana Sfiringu
Silviana Sfiringu (Medgidia, 2004) es una deportista rumana que compite en gimnasia artística.
Ganó dos medallas de plata en el Campeonato Europeo de Gimnasia Artística de 2020, en la barra fija y en la prueba por equipos.

## Palmarés internacional
| Campeonato Europeo | Campeonato Europeo | Campeonato Europeo | Campeonato Europeo   |
| Año                | Lugar              | Medalla            | Prueba               |
| ------------------ | ------------------ | ------------------ | -------------------- |
| 2020               | Mersin (Turquía)   | Medalla de plata   | Barra fija           |
| 2020               | Mersin (Turquía)   | Medalla de plata   | Concurso por equipos |